# Tudor Țopa
Tudor Țopa (n. 27 mai 1928, Cernăuți, România – d. 10 august 2008, București, România) a fost un scriitor și traducător român.

## Biografie
Intre anii 1946-1948 a fost student la Facultatea de Filozofie a Universitatii Bucuresti. Dupa Reforma invatamantului din 1948, s-a transferat la Facultatea de Pedagogie si Psihologie a Universității din București pe care a terminat-o in 1950. Licenta a obtinut-o in 1953. A fost curator la primele expoziții retrospective Theodor Pallady, Nicolae Tonitza, Ștefan Luchian, Dumitru Ghiață (între 1955-1956), bibliotecar la Biblioteca Centrală de Stat și Biblioteca Centrală Universitară (1957-1962), apoi cercetător științific la Institutul de Cercetări Pedagogice și Psihologice. 
A debutat cu proză în revista „Luceafărul” în anul 1968, la patruzeci de ani, și a fost membru al „Școlii de la Târgoviște”, din care mai făceau parte Mircea Horia Simionescu, Costache Olăreanu și Radu Petrescu.
Distinctii : Premiul pentru proza al Uniunii Scriitorilor din Romania - 1985 - pentru romanul " Punte ".

## Cărți publicate
- Încercarea scriitorului (Editura Cartea Românească, 1975, ed. a II-a, Editura Paralela 45, 2001);
- Punte (Editura Cartea Românească, 1985, ed. a II-a, Editura Paralela 45, 2002).

## Traduceri
- Boris Bednii, Fetele, traducere în colaborare cu S. Alterescu, București, 1963;
- Serghei Krutilin, Amintiri din Lipiaghi, traducere în colaborare cu Maria Roth, București, 1965;
- H. Taine, Pictura Renasterii în Italia și alte scrieri despre artă, traducere și prefață, București, 1968;
- Alexandr Ceakovski, Logodnica, roman, traducere în colaborare cu  R. Vasilescu-Albu, București, 1969;
- Stendhal, Roma. Neapole. Florența, traducere și prefață, București, 1970;
- H. Focillon, Anul o mie (Studiu istoric), în românește de Tudor Țopa, București, 1971;
- H. Taine, Filosofia artei, traducere și postfață de Tudor Țopa, introducere de S. Iosifescu, București, 1973.